# 松達爾足球俱樂部
松達爾足球俱樂部（挪威語：Sogndal Fotball）是挪威的一家職業足球俱樂部，位於韦斯特兰郡松達爾，成立于1926年，是松達爾體育俱樂部的足球部門。
球隊目前參加挪威足球甲級聯賽的賽事，他們最近一次參加挪威足球超級聯賽是在2016-2017年。

## 外部連結
- Official website （页面存档备份，存于）
- Saftkokaradn supporter site